# Ботке (гора)
Ботке (крим. Bötke), Біла гора — гора в Сімферопольському районі АРК, у кордону міста Сімферополя, належить до Кримських гір.

## Загальні дані
Широка плосковерха гора між селами Бадана (Перово), Ботке (Дубки) та Молочне.
Висота 340,5 м, на відміну від сусідніх вершин покрита лісом.